# المضراب (حبيش)

تعديل مصدري - تعديل

المضراب محلة تابعة لقرية المقداحه السفلى، التابعة لعزلة جبل عميقة بمديرية حبيش إحدى مديريات محافظة إب في الجمهورية اليمنية، بلغ تعداد سكانها 55 حسب تعداد اليمن لعام 2004.